# Comuna Brid, Irșava
Brid (în ucraineană Брід) este o comună în raionul Irșava, regiunea Transcarpatia, Ucraina, formată din satele Brid (reședința) și Deșkovîțea.

## Demografie
Componența lingvistică a comunei Brid
     Ucraineană (99,48%)
     Alte limbi (0,52%)
Conform recensământului din 2001, majoritatea populației comunei Brid era vorbitoare de ucraineană (99,48%), existând în minoritate și vorbitori de alte limbi.